# اورلیا چورئا
اورلیا چورئا (به انگلیسی: Aurelia Ciurea) ژیمناست زادهٔ ۱۷ مارس ۱۹۸۲ میلادی اهل کشور رومانی است.